# Jalalabad
Jalalabad er en by i det østlige Afghanistan, og den største by i provinsen Nangarhar med 263.312(2020) indbyggere, tæt på floderne Kabul og Kunar. Byen er forbundet med omkring 150 km landevej til hovedstaden Kabul i vest og ca. samme afstand til Peshawar i Pakistan i øst. Der bor ca. 96.000 mennesker i Jalalabad (offentliggjort i 2002).